# Sentimentalement vôtre
Pour les articles homonymes, voir Sentimentalement vôtre (album) et Follow Me (homonymie).
Pour plus de détails, voir Fiche technique et Distribution.
Sentimentalement vôtre (Follow Me!, au Royaume-Uni ; The Public Eye, aux États-Unis) est un film britannique réalisé par Carol Reed en 1972.

## Synopsis
Belinda est mariée depuis plusieurs années avec Charles qui est conseiller fiscal. Mais la jeune femme n'aime pas les sorties mondaines de son mari. Charles la soupçonne d'avoir une double vie et décide de la faire surveiller par un détective privé qui découvre en réalité que la jeune femme passe son temps à visiter des musées, monuments et parcs de Londres. Grâce à cela le couple pourra se reformer, mais Belinda exigera que, dorénavant, son mari lui consacre plus de temps et l'accompagne dans ses visites de la ville.

## Fiche technique
- Titre original : Follow Me!
- Titre en français : Sentimentalement vôtre
- Réalisation : Carol Reed
- Scénario : Peter Shaffer, d'après sa pièce The Public Eye
- Production : Hal B. Wallis
- Montage : Anne V. Coates
- Musique : John Barry
- Photographie : Christopher Challis
- Pays de production :  Royaume-Uni
- Format : couleur
- Durée : 95 minutes
- Genre : Comédie
- Date de sortie :
  - États-Unis : 18 juillet 1972
  - France : 9 août 1973
- Affiche : Michel Landi (France)

## Distribution
- Mia Farrow : Bellinda
- Chaim Topol : Julian Cristoforou
- Michael Jayston : Charles
- Margaret Rawlings : Madame Sidley
- Annette Crosbie : Mlle Framer
- Dudley Foster : Monsieur Mayhew
- Michael Aldridge : Sir Philip Crouch
- Neil McCarthy : Parkinson
- Ambrosine Phillpotts : une invitée au dîner

## Récompenses
- Festival international du film de San Sebastián 1972 :
  - Meilleure actrice (Mia Farrow)
  - Meilleur acteur (Chaim Topol)